# Hærens automatiske 8 mm våben
Hærens automatiske 8 mm våben er en dansk dokumentarfilm fra 1941.

## Handling
Instruktionsfilm om tre af hærens automatiske 8 mm våbentyper: rekylgeværet, trefodsgeværet og maskingeværet. Først affyres våbener på øvelsesterrænnet, dernæst studeres deres funktioner på nært hold.